# Nickelodeon (Россия)
Nickelodeon Россия ― бывший российский специализированный детский телеканал, который являлся локальной версией американского телеканала Nickelodeon. С 14 декабря 2022 года был заменён на «Nickelodeon Global» (за исключением России и Беларуси) с сохранением русской звуковой дорожки.

## История

### 1998—2004: Запуск Nickelodeon Russia
16 сентября 1998 года компания Nickelodeon International подписала договор с Metromedia International Group. MIG занималась локализацией канала на русский язык, редакция располагалась на 2-й Брестской улице, в доме № 43 (г. Москва). Также началась презентация канала в газетных СМИ и некоторых московских школах.
15 ноября 1998 года «Nickelodeon Russia» начал своё вещание в странах СНГ и Прибалтики, имея две звуковые дорожки на двух языках вещания (русский и английский). В отличие от других детских зарубежных телеканалов, которые вещали ограниченное количество времени, Nickelodeon сразу же был доступен в круглосуточном режиме. В этом же году появились три тематических блока: «Nicktoons», «Nick at Nite» и «Nick Jr». По статистике от июня 1999 года, в кабельных сетях Архангельска канал принимали 30 000 домохозяйств.
Перевод программ производился в Москве; ранее присылались кассеты с записями, после чего материал проходил дубляж, и кассеты возвращались обратно в Лондон, позже материалы доставлялись через интернет по внутренним сетям компании Paramount.
В 2000 году была представлена образовательная программа «Моё телевидение», в которой рассказывалось про культурные и национальные традиции стран СНГ и Прибалтики. Также московский офис разрабатывал программу для Польши.
В 2001 году был запущен веб-сайт — Nickelodeon.ru. В 2002 году появились ещё 2 новых блока: «Ник Фильмы» и «Поджаренные мультяшки». В 2003 году канал начинает вещание на территории Украины. В сентябре 2003 года MTV Networks International заключила договор с компанией EEMC, новый дистрибьютор продолжил локализовывать и адаптировать канал.

### 2004—2012: Nickelodeon Europe. Временный переход на общеевропейский телеканал
В мае 2004 года Nickelodeon Russia был заменён на Nickelodeon Europe с русской звуковой дорожкой.
В 2006 году дистрибьютором канала в СНГ стала Media Broadcasting Group.
В начале 2011 года в России открывается представительство Viacom, которое начинает заниматься дистрибуцией телеканала. C 4 октября 2011 года Nickelodeon Europe перешёл в формат HD. Данный телеканал в некоторых странах, включая СНГ, именуется как Nickelodeon HD. После этого, Nickelodeon CEE начал вещать как основной канал с сохранением русской звуковой дорожки, программированием телеканала занялся Амстердам.

### 2012—2022: Перезапуск Nickelodeon Russia. Уход канала из России и закрытие
В октябре 2012 года страны СНГ и Прибалтики отделились от европейской версии. Nickelodeon Russia был перезапущен, также появилась собственная программа передач.
В 2013 году появились блоки «Семейная пятница» и «Олдскул», состоящий из классических мультсериалов телеканала.
В 2014 году Nickelodeon и продюсерская компания «Аэроплан» подписали лицензионное соглашение по анимационному сериалу «Фиксики», в рамках которого телеканал с января 2015 года транслировал анимационный сериал для дошкольников в течение двух лет.
С 1 января 2015 года телеканал отказался от рекламы. Летом 2015 года был представлен обновлённый веб-сайт телеканала, аудитория сайта превысила 650 000 уникальных пользователей за второй квартал 2015 года. В 2016 году появился блок «Воскресный блок премьер».
В 2017 году программированием телеканала занялась Москва, однако вещание продолжалось идти из Лондона. Также для стран Прибалтики на Nickelodeon HD были добавлены звуковые дорожки на литовском, латышском и эстонском языках. С 1 июня 2017 года канал стал называться сокращённо («Nick»).
В начале 2020 года Okko и ViacomCBS Networks Russia заключили сделку, в рамках которой онлайн-кинотеатр получил права на контент брендов Nickelodeon, Nick Jr, Comedy Central, Channel 5 и MTV. 1 июня 2020 года был запущен Paramount+ в сервисе Okko. 1 июня 2021 года был запущен аналогичный сервис в ivi, но уже под названием Paramount Play. 8 февраля 2022 года Paramount подписал контракт с Кинопоиск, планировалось добавление программ Nickelodeon на этот сервис.
В середине марта 2022 года, в связи с военным конфликтом на Украине, компания Paramount, владеющая брендом «Nickelodeon», объявила о временном прекращении работы на территории России. Изначально телеканал Nickelodeon (вместе со всеми остальными телеканалами этой компании) планировал прекратить своё вещание в России 20 апреля, но в конечном итоге вещание было прекращено 28 апреля. Своё вещание в России также прекратили и родственные телеканалы этого же бренда — «Nickelodeon HD», «Nick.Jr.» и «Nicktoons». На территориях соседних стран вещание телеканала Nickelodeon Russia продолжилось.
В апреле 2022 года была добавлена звуковая дорожка на казахском языке, на Nickelodeon HD. 14 марта 2022 года на территории Германии был запущен телеканал «Nickelodeon Ukraine» на стриминговом сервисе PlutoTV, а 1 апреля телеканал начал вещание в некоторых европейских странах на спутниковых системах. На территории Украины при этом в кабельных и спутниковых сетях продолжает вещание данная русскоязычная версия телеканала. 30 июня 2023 года в связи с добавлением украинской звуковой дорожки на Nickelodeon Global, телеканал «Nickelodeon Ukraine» прекратил вещание в 12:00 по украинскому времени на мультсериале «Кунг-фу панда: Удивительные легенды».
С 20 апреля 2022 года Nickelodeon Russia перестал указывать в промороликах московское время; указывая время Алматы, Тбилиси и Кишинёва.
7 сентября 2022 года прекратил работу веб-сайт телеканала, позже, 5 декабря того же года была возобновлена работа сайта под другим адресом - relaunch.www.nickelodeon.ru. 30 сентября 2023 года сайт снова прекратил работу.
14 декабря 2022 года компания «Paramount» окончательно прекратила вещание телеканала «Nickelodeon Russia» на территории Белоруссии и остальных стран. Он был заменён на международную версию Nickelodeon Global (за исключением России и Беларуси) с сохранением русской звуковой дорожки.

### Другие каналы Nickelodeon
- Nickelodeon CEE (Central & Eastern Europe) — запущен в декабре 2004 года[61], канал имеет русскую звуковую дорожку и вещает в Европе.
- Nickelodeon HD Europe — запущен в СНГ с 4 октября 2011 года[62].
- Nick Jr. — запущен 1 ноября 2011 года.
- NickToons — запущен 1 февраля 2017 года в Прибалтике и 12 декабря 2018 года в России, Украине, Грузии и странах СНГ[63].
- TeenNick — планировался запуск в странах Прибалтики[64][64][65], также на Украине, в Грузии и странах СНГ.

### Награды и премии
- «Большая цифра 2011» (категория «Зарубежное телевидение в России» в номинации «Детский канал»)[источник не указан 3171 день]
- «Большая цифра 2013» (категория «Зарубежное телевидение в России» в номинации «Детский канал»)[источник не указан 3171 день]
- «Большая цифра 2014» (в номинации «Детский канал»)[источник не указан 3171 день]
- «Большая цифра 2015» (в номинации «Детский канал», по итогам зрительского голосования)[66]
- «Большая цифра 2016» (в номинации «Детский канал», по итогам голосования жюри и зрительского голосования)[67]
- «Большая цифра 2017» (в номинации «Детский канал», по итогам зрительского голосования)[68]
- «Большая цифра 2018» (в номинации «Детский канал», по итогам зрительского голосования)[68]
- «Большая цифра 2020» (в номинации «Детский канал», по итогам зрительского голосования)[69]
- «Большая цифра 2022» (в номинации «Детский канал», по итогам зрительского голосования)[70]

## Руководство

### Генеральные директора
| ФИО             | Годы работы |
| --------------- | ----------- |
| Карен Флишель   | 1998—2004   |
| Саймон Гилд     | 2005—2007   |
| Дэвид Линн      | 2007—2013   |
| Милагрос Алеман | 2013—2015   |

### Программные директора
| ФИО               | Годы работы |
| ----------------- | ----------- |
| Виктор Кулман     | 2013—2015   |
| Александр Малыгин | 2017—2019   |
| Михаил Обухов     | 2020—2021   |
| Дорота Прус       | 2021—2022   |

### Помощники программного директора
| ФИО          | Годы работы |
| ------------ | ----------- |
| Артём Шевцов | 2008—2012   |

### Маркетинг
| ФИО               | Годы работы |
| ----------------- | ----------- |
| Алла Кочережкина  | 2010—2012   |
| Мария Косарева    | 2012—2013   |
| Юлия Бриллиантова | 2013—2018   |
| Талия Нуртдинова  | 2018—2022   |